# 宇文贽
宇文贽（6世纪—581年），字乾信，北周武帝子。
初封秦国公。建德三年（574年），进爵为王。因兄长太子宇文赟失德，内史中大夫王轨曾劝武帝改立秦王为太子。但宇文赟没有被废，并继位为周宣帝。静帝大象二年（580年）五月二十六日，进上柱国。六月，迁大冢宰。八月，进位大右弼。
隋朝建立后，降爵为秦公。不久，內史監虞慶則建議把宇文家皇族全部誅殺，高熲、楊惠亦以為然，李德林以為不可，杨坚作色曰：“君書生，不足與議此！”最终，宇文贽为杨坚所杀，子忠诚公宇文靖智、宇文靖仁等也遇害，国除。